# Список Британских островов

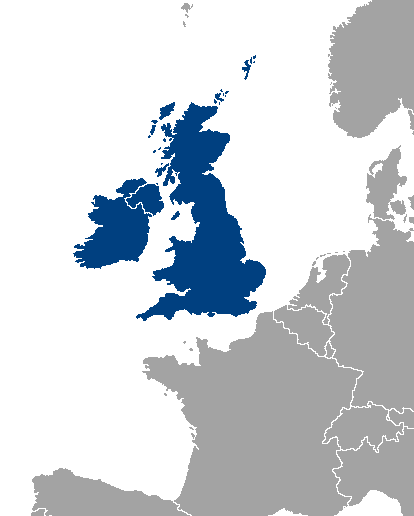
Британские острова

Британские острова (англ. British Isles, ирл. Éire agus an Bhreatain Mhór, мэн. ny h-Ellanyn Goaldagh, скотс Breetish Isles) — архипелаг на северо-западе Европы, между Северным морем и Атлантическим океаном. На Британских островах расположены государства Великобритания и Ирландия, а также территории под властью британской короны.
Площадь островов — 315 159 км². От материковой части Европы отделены Северным морем и проливами Па-де-Кале и Ла-Манш.
Включают крупные острова Великобританию и Ирландию, разделённые Ирландским морем и проливами Северный и Св. Георга, а также группы Гебридских, Оркнейских, Шетландских островов, острова Англси, Мэн, Уайт, Арран и др. Иногда к Британским островам причисляют также Нормандские острова, как принадлежащие Великобритании, но расположенные у берегов Франции.
Название «Британские острова» избегается в Ирландии, поскольку может восприниматься как подразумевающее принадлежность Ирландии к государству Великобритания. В Ирландии архипелаг обычно называется «Британия и Ирландия», это выражение используется и в других англоязычных странах; изредка встречается термин «Атлантический архипелаг».
Ниже приведён неполный список Британских островов (всего их около 4000), отсортированный (по умолчанию) по убыванию площади. Остров Великобритания имеет площадь 209 331 км² (ок. 66 % от площади всех островов), и остров Ирландия — 84 421 км² (ок. 26 %), таким образом, они вдвоём составляют около 92 % площади всех островов. На двух этих островах проживает 67 178 000 человек, что составляет почти 95 % населения Британских островов.

## Список островов
Сортировка по умолчанию — по площади, по убыванию. Также любой столбец можно отсортировать по возрастанию/убыванию (по алфавиту), нажав на чёрные треугольники в заголовке столбца.
| Название         | Площадь, км² | Население, чел. | Плотность, чел./км² | Комментарии |
| ---------------- | ------------ | --------------- | ------------------- | --- |
| Великобритания   | 209 331      | 60 800 000      | 290,45              | 9-й по площади остров в мире; 3-й остров мира по количеству жителей. Высшая точка острова — всего 1345 метров над уровнем моря, поэтому в списке островов мира по высоте он находится в конце первой сотни. |
| Ирландия         | 84 421       | 6 572 728       | 77,86               | 20-й по площади остров в мире; 19-й остров мира по количеству жителей. Высшая точка острова — всего 1038 метров над уровнем моря, поэтому в списке островов мира по высоте он находится в начале второй сотни. |
| Льюис-энд-Гаррис | 2178,98      | 21 031          | 9,65                | На протяжении всей истории остров культурно был разделен на две части — бо́льший равнинный Льюис на севере и меньший гористый Гаррис на юге. Это разделение столь велико, что ни в английском, ни в гэльском языке (на котором разговаривает большинство населения) остров не имеет общего имени, кроме как «Льюис и Гаррис». Более того, почти всегда, даже на картах, части называются Isles, то есть «островами». Эта традиция привела к тому, что на русскоязычных картах меньший Гаррис часто не подписан. |
| Скай             | 1656         | 10 008          | 6,04                | |
| Мейнленд         | 968,79       | 18 765          | 19,37               | |
| Малл             | 875,35       | 2990            | 3,42                | |
| Англси           | 714          | 69 700          | 97,62               | |
| Айлей            | 619,56       | 3228            | 5,21                | |
| Мэн              | 572          | 83 314          | 145,65              | Собственный парламент с 979 года, собственные флаг и герб. |
| Мейнленд         | 523,25       | 17 162          | 32,8                | Достопримечательности: Мейсхау, Камни Стеннес, Круг Бродгара, Скара-Брей, Анстен, Барнхауз, Квонтернесс, Собор святого Магнуса. |
| Арран            | 432,01       | 4629            | 10,72               | |
| Уайт             | 384          | 139 800         | 364,06              | |
| Джура            | 366,92       | 196             | 0,53                | Родина виски «Остров Джура». |
| Норт-Уист        | 303,05       | 1254            | 4,14                | |
| Йелл             | 212,11       | 966             | 4,55                | Несмотря на скромное количество жителей, на острове работают пожарно-спасательная станция, полицейский участок, три школы и музей. |
| Акилл            | 148          | 2569            | 17,36               | |
| Хой              | 143,18       | 419             | 2,93                | Кекур Олд-Ман-оф-Хой, могильник Дуорфи-Стейн |
| Бьют             | 122,17       | 6498            | 53,19               | |
| Анст             | 120,68       | 632             | 5,24                | Самый северный обитаемый остров Великобритании. |
| Рам              | 104,63       | 22              | 0,21                | |
| Шеппи            | 93           | 40 300          | 433,33              | |
| Бенбекьюла       | 82,03        | 1303            | 15,88               | |
| Тайри            | 78,34        | 653             | 8,34                | |
| Колл             | 76,85        | 195             | 2,54                | |
| Разей            | 62,31        | 161             | 2,58                | |
| Барра            | 58,75        | 1174            | 19,98               | |
| Сандей           | 50,43        | 494             | 9,8                 | |
| Саут-Роналдсей   | 49,8         | 909             | 18,25               | «Гробница орлов». |
| Раузи            | 48,6         | 216             | 4,44                | «Египет Севера» в связи со своими археологическими разнообразием и важностью. |
| Уэстрей          | 47,13        | 588             | 12,48               | |
| Фетлар           | 40,78        | 61              | 1,5                 | Древняя каменная стена Фини Гёрт, делящая остров примерно пополам, её длина более 4 км, ширина около метра. Школа-детсад с 9 воспитанниками (2009). |
| Колонсей         | 40,74        | 124             | 3,04                | На острове практически нет преступности: по состоянию на 1993 год последним преступлением, случившимся здесь, считается измена королю Якову I в 1623 году. В 2006 году здесь был арестован рабочий из Глазго, который сознался в краже со взломом: он вошёл в незапертый дом и украл 60 фунтов стерлингов. Это было первое преступление на острове за два года и первое за всю его историю, связанное с кражей из дома. Следующее преступление случилось лишь в 2013 году: Лэнд-Роверу местного жителя прокололи все четыре шины, причинив ущерб на 500 фунтов стерлингов.                                                                                                 |
| Холи-Айленд      | 39,4         | 13 659          | 346,68              | |
| Стронсей         | 32,75        | 349             | 10,66               | Остров заменит своим монстром. |
| Инишмор          | 30,91        | 845             | 27,34               | |
| Эгг              | 30,49        | 105             | 3,44                | Почти 100 % нужд острова в электричестве покрываются возобновляемыми источниками. |
| Хейлинг          | 30           | 17 379          | 579,3               | |
| Шапинсей         | 29,48        | 307             | 10,41               | |
| Брессей          | 28,05        | 368             | 13,12               | |
| Идей             | 27,45        | 130             | 4,74                | |
| Валеншия         | 25,7         | 665             | 25,88               | |
| Скалпей          | 24,83        | 4               | 0,16                | Частный остров. Ферма по разведению благородных оленей. |
| Горумна          | 24           | 1055            | 43,96               | |
| Портси           | 24           | 207 100         | 8629,17             | На острове расположена бо́льшая часть города Портсмут. Несмотря на скромный размер, третий по количеству жителей остров Британских островов. Самый густонаселённый остров Британских островов. |
| Фаулнесс         | 23,81        | 151             | 6,34                | В 1953 году почти полностью ушёл под воду, 2 человека погибли. Есть универсам и почта, но церковь и паб закрылись. |
| Лисмор           | 23,51        | 192             | 8,17                | |
| Грейт-Бернера    | 21,22        | 252             | 11,88               | Каменный круг Калланиш VIII. |
| Алва             | 19,9         | 6               | 0,3                 | |
| Уолси            | 19,7         | 1061            | 53,86               | На острове работает самый северный гольф-клуб Великобритании. |
| Канвей           | 18,44        | 38 170          | 2069,96             | В 1953 году почти полностью ушёл под воду, 58 человек погибли, около 13 000 были эвакуированы. |
| Мёрзи            | 18           | 6925            | 384,72              | |
| Арранмор         | 17,78        | 529             | 29,75               | |
| Макл-Ро          | 17,73        | 130             | 7,33                | |
| Инишбофин        | 16,5         | 160             | 9,7                 | |
| Клэр             | 16,4         | 168             | 10,24               | Замок и могила «королевы пиратов» Грейс О'Молли. |
| Гиа              | 13,95        | 163             | 11,68               | |
| Уолни            | 12,99        | 10 651          | 819,94              | На острове расположена часть города Барроу-ин-Фернесс. |
| Фула             | 12,65        | 33              | 2,61                | |
| Иништурк         | 12,5         | 58              | 4,64                | |
| Грейт-Кумбрей    | 11,68        | 1376            | 117,81              | Собор Островов (открыт с 1851 г.), Университетская морская био-станция «Миллпорт» (раб. с 1897 г.) |
| Портленд         | 11,5         | 12 400          | 1078,26             | |
| Канна            | 11,3         | 21              | 1,86                | Остров был передан Национальному фонду Шотландии его прежним владельцем, шотландским гэльским фольклористом и учёным Джоном Лорном Кэмпбеллом в 1981 году и в настоящее время является фермой и охраняемой территорией. Канна-Хаус, одно из двух больших зданий на острове, содержит важный архив Джона Кэмпбелла с собранными им материалами о гэльской культуре. |
| Соэй             | 10,36        | 1               | 0,1                 | В 1978 году на острове появилась первая в мире АТС, работающая на солнечной энергии. |
| Ватерсей         | 9,6          | 90              | 9,38                | |
| Папа-Уэстрей     | 9,18         | 90              | 9,8                 | Строения Нэп-оф-Хауар. |
| Инишман          | 9,12         | 157             | 17,21               | |
| Айона            | 8,77         | 177             | 20,18               | Монастырь, основанный в 563 г. Здесь была создана Келлская книга. Место погребения королей Дал Риады, Дональда II, Малькольма I, Дункана I, Макбета и Дональда III. В 1609 году на острове был подписан Статут Айоны. |
| Фэр-Айл          | 7,68         | 55              | 7,16                | Собственная техника вязания. Школа с 5 учениками (2014/2015). |
| Уэст-Берра       | 7,43         | 776             | 104,44              | |
| Норт-Роналдсей   | 6,9          | 72              | 10,43               | |
| Клир-Айленд      | 6,7          | 124             | 18,51               | Церковь XII века, мегалитические камни, замок О’Дрисколл XIV века, могильник возрастом около 5 тысяч лет. |
| Сент-Мэрис       | 6,58         | 1723            | 261,85              | Несмотря на скромный размер, на острове работают такси и автобусы. |
| Скалпай          | 6,53         | 291             | 44,56               | |
| Инишир           | 5,67         | 260             | 45,86               | |
| Оронсей          | 5,43         | 8               | 1,47                | |
| Ист-Берра        | 5,15         | 76              | 14,76               | |
| Ланди            | 4,45         | 28              | 6,29                | Остров ежегодно посещают около 22 000 туристов. |
| Гометра          | 4,25         | 2               | 0,47                | |
| Аут-Скеррис      | 4            | 76              | 19                  | Крайняя восточная точка Шотландии. Школа-детсад с 11 воспитанниками (2009). |
| Сент-Агнес       | 3,66         | 82              | 22,4                | Единственный остров архипелага Силли, имеющий гостиницу. Три магазина, почта, паб, кафе, неработающий маяк, церковь (постр. в начале XIX в.) |
| Вейла            | 3,27         | 2               | 0,61                | |
| Тори             | 3,18         | 144             | 45,28               | На острове имеется собственный «король». |
| Треско           | 2,97         | 175             | 58,92               | |
| Каф-оф-Мэн       | 2,5          | 2               | 0,8                 | Мировой рекорд по плотности маяков: 4 на 2,5 км². |
| Ламбей           | 2,5          | 7               | 2,8                 | Крайняя восточная точка Ирландии. |
| Сент-Мартинс     | 2,37         | 136             | 57,38               | |
| Браунси          | 2,02         | 0               | 0                   | «Островок дикой природы» не имеет постоянного населения, но ежегодно его посещают около 100 000 туристов. |
| Эррейд           | 1,87         | 6               | 3,21                | Роберт Льюис Стивенсон неоднократно посещал остров Эррейд, именно на этот остров был выброшен главный герой романа Стивенсона «Похищенный» (1886). Эррейд является частным владением голландской семьи, на нём с начала 1980-х годов живёт идейная община, являющаяся частью Фонда Файндхорн. Эти люди объявили себя эко-деревней, живут натуральным хозяйством, ловят рыбу, разводят коров, овец, кур, гусей, в свободное время поют, танцуют и медитируют. Тем не менее на острове есть электричество, биотуалеты, телефонная и Интернет-связь (в одном доме). Известный актёр Дэвид Духовны праздновал свой 10-й день рождения (7 августа 1970 года) на острове Эррейд. |
| Сандей           | 1,84         | 9               | 4,89                | Школа, в которой обучаются 4 ученика (двое из них — дети единственного учителя; 2009). Церковь Святого Эдуарда (1890—1963). |
| Бардси           | 1,79         | 4               | 2,23                | Согласно легенде, на острове похоронены 20 000 святых и сам король Артур. |
| Ратлин           | 1,4          | 154             | 110                 | |
| Брайер           | 1,22         | 84              | 68,85               | Самый южный населённый пункт Великобритании. Рок-бар, винное кафе, магазин, церковь (постр. в начале XIX в.) |
| Инишбофин        | 1,2          | 11              | 9,17                | |
| Инчмаррин        | 1,2          | 8               | 6,67                | Крупнейший пресноводный остров Британских островов (расположен в озере Лох-Ломонд). |
| Инчфад           | 0,35         | 1               | 2,86                | Частный озёрный остров. |
| Холбоулин        | 0,35         | 165             | 471,43              | В 1630 году площадь острова была всего 0,121 км², но отходы сталелитейной фабрики (работала здесь с 1938 по 2002 год) увеличили его площадь до нынешней. В 1720 году на острове заработал первый в мире яхт-клуб. На острове расположены главная военно-морская база и штаб-квартира ВМС Ирландии. |
| Джету            | 0,178        | 3               | 16,85               | Частный остров. До шторма 709 года был соединён с островом Херм. |
| Иннер-Холм       | 0,02         | 1               | 50                  | |